# Сражение при Лез-Авене
Сражение при Лез-Авене (исп. Batalla de Les Avins) — первое крупное сражение во франко-испанской войне 1635–1659 годов, произошедшее 20 мая 1635 года возле городка Лез-Авен, недалеко от Юи, тогда входившего в состав Льежского епископства.

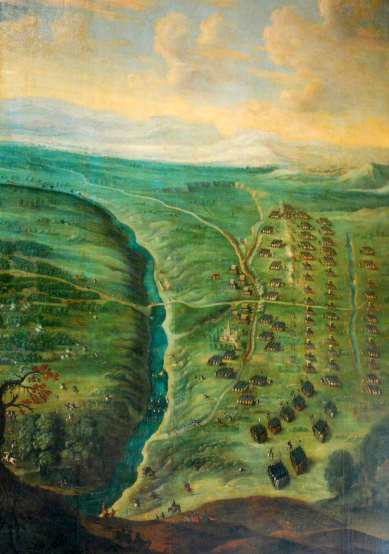
Сражение при Лез-Авене. Слева - испанцы, справа - французы

До 1635 года Франция оказывала финансовую и дипломатическую поддержку Голландской республике в ее войне за независимость от Испании, но избегала прямого участия. В феврале 1635 года две страны согласились разделить испанские Нидерланды, и после официального объявления войны в мае в Льежское епископство вошла 27-тысячная французская армия, намереваясь соединиться с голландцами в Маастрихте и атаковать Лёвен.
Возле Лез-Авена французы столкнулись с испанскими войсками численностью около 16 000 человек под командованием принца Кариньянского. Испанцы занимали сильные позиции: пехота располагалась за несколькими изгородями, а артиллерия прикрывала подходы. Маршалы Колиньи и Майе-Брезе выстроили свои войска в стандартный строй: пехоту в центре и кавалерию на флангах, и начали лобовую атаку.
На правом фланге Майе-Брезе бросил в атаку 7 эскадронов (700 кавалеристов), но они были отброшены, понеся большие потери, испанскими мушкетёрами и артиллерией. Вторая атака, на этот раз силами пехоты, также была хладнокровно отбита с тяжелыми потерями из-за мушкетного и артиллерийского огня. Слева и в центре Колиньи атаковал испанскую артиллерию силами 4000 человек и в конечном итоге захватил её позиции.
Принц Кариньянский, приняв подошедший французский резерв в 5000 человек за новую армию, приказал отступить. Это произошло довольно организованно благодаря прикрытию двух терций. Эти две терции отбили в общей сложности пять атак, а затем смогли отойти за основными силами отступающей армии. Испанцы потеряли около 1500 убитыми и ранеными и 700 пленными.
Отступление испанцев оставило французам свободный проход для присоединения к голландской армии. Известие о победе было встречено в Париже с восторгом и породило нереалистичный оптимизм в отношении остальной части кампании.